# Peggy Hamilton
Peggy Hamilton (1894 - 26 de fevereiro de 1984) foi uma estilista e figurinista americana que desenhou muitos vestidos para atrizes mudas de Hollywood nas décadas de 1920 e 1930. Ela também foi editora de uma coluna de moda no The Los Angeles Times e uma comentarista de moda no rádio. Ela foi "uma das primeiras incentivadoras da moda feita em Los Angeles".

## Vida
Hamilton nasceu Mae Bedlow Armstrong em 1894 no Colorado. Ela cresceu como membro da alta sociedade em Los Angeles desde os 10 anos de idade. Ela estudou moda em Nova York e Buenos Aires.
Hamilton começou sua carreira como designer na cidade de Nova York na década de 1910, apenas para se mudar para Los Angeles para trabalhar para a Triangle Film Corporation pouco depois. Ela desenhou muitos vestidos para atrizes do mudo de Hollywood nas décadas de 1920 e 1930, incluindo Gloria Swanson, Myrna Loy, Norma Shearer, Dolores del Río, Joan Crawford, Betty Davis e Greta Garbo. Ela desenhou um vestido cujo padrão combinava com o teto do salão de baile dentro do Biltmore Hotel pintado pelo muralista John B. Smeraldi para sua inauguração em 1923.
Hamilton foi a editora da coluna de moda do The Los Angeles Times de 1921 a 1934. Ela também foi uma comentarista de rádio sobre moda de 1929 a 1933. Ela foi a anfitriã dos Jogos Olímpicos de Verão de 1932 em Los Angeles, e se tornou "uma das primeiras incentivadoras da moda feita em Los Angeles".
Hamilton foi casada seis ou sete vezes, incluindo com John Quincy Adams IV, um descendente do presidente John Quincy Adams. Ela residia em Hollywood, onde morreu de câncer em 26 de fevereiro de 1984, aos 90 anos.